# Sticherus ovatus
Sticherus ovatus är en ormbunkeart som beskrevs av J.Gonzales. Sticherus ovatus ingår i släktet Sticherus och familjen Gleicheniaceae. Inga underarter finns listade.